# Sara Hjort Ditlevsen
Sara Hjort Ditlevsen (23 de maio de 1988) é uma atriz nascida na ilha de Zelândia na Dinamarca. Ela teve seu papel de destaque como Katrin na série de televisão Forestillinger. Em 2013, ela ganhou o Prêmio Bodil de Melhor Atriz por seu papel em Undskyld jeg forstyrrer.

## Filmografia

### Cinema
| Ano  | Título                        | Papel         | Nota(s)        |
| ---- | ----------------------------- | ------------- | -------------- |
| 2009 | Vanvittig forelsket           | Sofie         |                |
| 2010 | Kvinden der drømte om en mand | Recepcionista |                |
| 2012 | Undskyld jeg forstyrrer       | Helene        |                |
| 2012 | Talenttyven                   | Lina          |                |
| 2013 | Borgman                       | Stine         |                |
| 2015 | Heaven                        | Victoria      | Curta-metragem |
| 2015 | Al Medina                     | Sarah         |                |
| 2018 | Comic Sans                    | Sofie         |                |

### Televisão
| Ano       | Título          | Papel           | Nota(s) |
| --------- | --------------- | --------------- | ------- |
| 2007      | Forestillinger  | Katrin          |         |
| 2009      | Kristian        | Julie           |         |
| 2012–2020 | Rita            | Molly Madsen    |         |
| 2017–2019 | Perfekte Steder | Rose            |         |
| 2017      | Gidseltagningen | Louise Falck    |         |
| 2018      | Advokaten       | Therese Waldman |         |
| 2022      | Dag og Nat      | Tine            |         |